# 捷秋希區

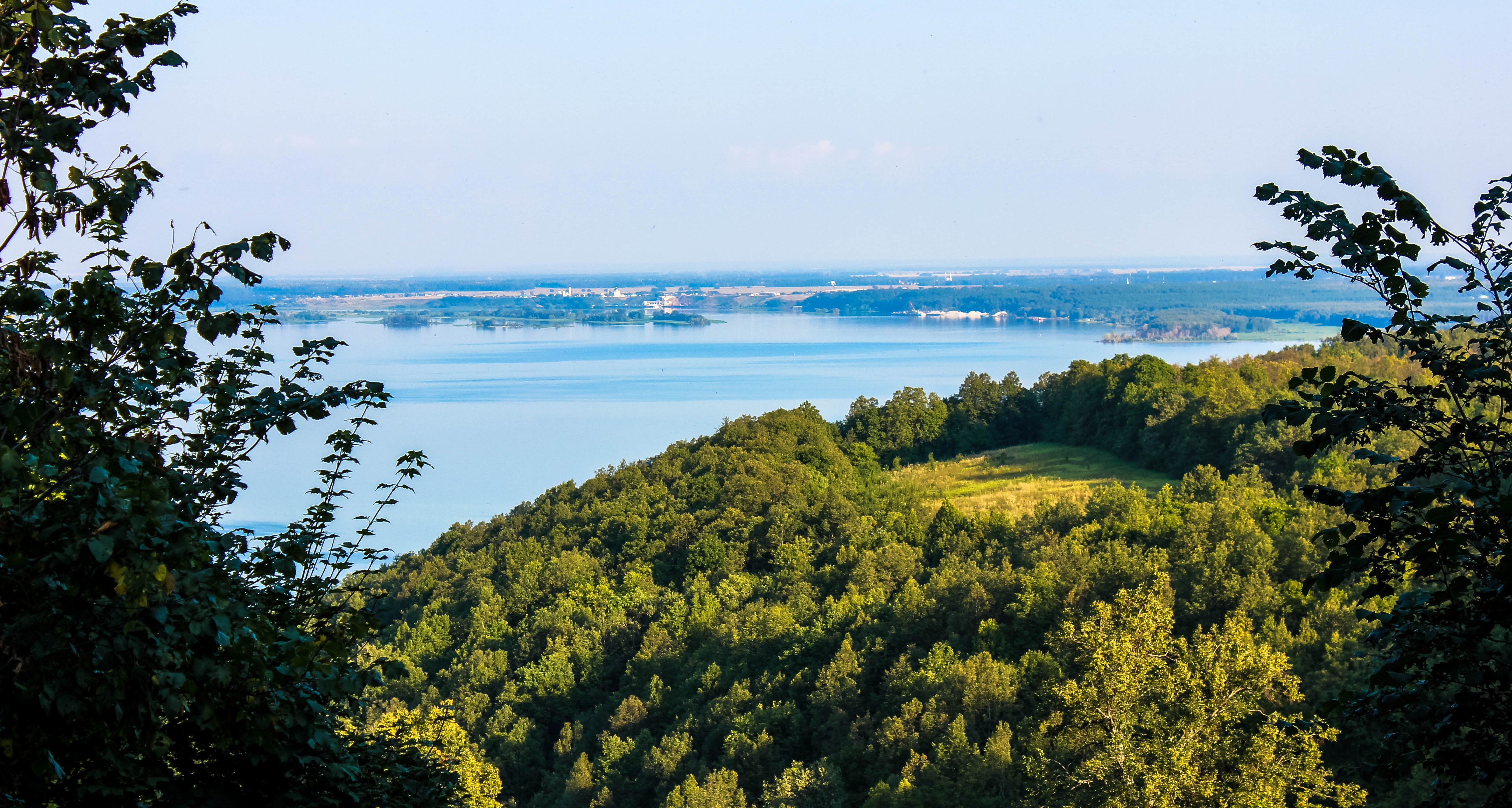

54°55′N 48°44′E / 54.917°N 48.733°E
捷秋希區（俄语：Тетюшский район），是俄羅斯的一個區，位於該國西部，由韃靼斯坦共和國負責管轄，面積1,632平方公里，2010年人口24,875，人口密度每平方公里15.24人。